# Alex Barros
Alexandre "Alex" Barros (ur. 18 października 1970 w São Paulo) – brazylijski motocyklista.

## Kariera

### 80 cm³
Po zdominowaniu wyścigów motocyklowych w swoim kraju Barros w roku 1986 zadebiutował w Motocyklowych Mistrzostwach Świata, w najniższej klasie 80 cm³. Pierwsze pięć wyścigów przejeździł na motocyklu Rieju, dwukrotnie dojeżdżając do mety (w GP Niemiec był jedenasty). Pod koniec sezonu wystartował w dwóch rundach, na maszynie Autisa. W obu wyścigach (o GP Wielkiej Brytanii i San Marino) zajął ósme miejsce.
W kolejnym sezonie wziął udział w 9 z 10 rozegranych wyścigów. Siedem z nich ukończył na motocyklu Casal. Dwukrotnie sięgał po punkty, zajmując ósmą i dziesiąta pozycję podczas GP Austrii i Jugosławii. W ostatnich dwóch rundach wystartował na maszynie Arbizu. Do mety dojechał podczas GP San Marino, gdzie zajął siódme miejsce.

### 250 cm³
W roku 1988 wystartował w zaledwie jednym wyścigu średniej klasy 250 cm³ (o GP Brazylii, która kończyła sezon). Dosiadając motocykl Yamahy, wyścigu jednak nie ukończył.
W kolejnym sezonie wziął udział w 13 z 15 wyścigów. Najlepiej spisał się podczas GP Szwecji, kiedy to zajął dziewiątą pozycję. Uzyskane punkty sklasyfikowały go na 18. miejscu.

### 500 cm³/MotoGP
W sezonie 1990 awansował do najwyższej klasy 500 cm³. Startując na motocyklu Cagiva, sześciokrotnie dojechał w pierwszej dziesiątce, na najlepszym uzyskując piątą lokatę (podczas GP Belgii). Rywalizację zakończył na 12. pozycji.
W roku 1991 wystąpił w zaledwie pięciu wyścigach. W każdym dojechał jednak w pierwszej dziesiątce. Najlepiej spisał się podczas GP Włoch, w którym zajął czwarte miejsce. Ostatecznie został sklasyfikowany na 13. lokacie.
Sezon 1992 był ostatnim dla Barrosa na motocyklu Cagiva. Podczas GP Holandii Brazylijczyk po raz pierwszy w karierze stanął na podium, zajmując trzecie miejsce. Nie był to jednak udany dla niego sezon, który ostatecznie ponownie ukończył na 13. miejscu, z dorobkiem mniejszym, niż rok wcześniej.
W sezonie 1993 Barros podpisał kontrakt z ekipą Lucky Strike-Suzuki. Był to przełomowy sezon dla Barrosa, który w ostatnim wyścigu (o GP FIM w Hiszpanii) sięgnął po pierwsze zwycięstwo, pozostawiając w przegranym polu swojego zespołowego partnera Kevina Schwantza. W przeciągu całego roku Brazylijczyk pozostał jednak wyraźnie w cieniu Amerykanina, który został mistrzem świata. Barros z kolei zmagania zakończył na 6. pozycji.
Rok 1994 był drugim, a zarazem ostatnim na Suzuki dla Brazylijczyka. W trakcie zmagań tylko w jednej rundzie (o GP Wielkiej Brytanii) nie dojechał do mety. Podczas GP Holandii uzyskał jedyne podium w sezonie, zajmując drugą lokatę. Uzyskane punkty sklasyfikowały go na 8. miejscu.
Sezon 1995 spędził na startach w Kanemoto-Honda. Najlepszą uzyskaną przez niego pozycją była trzykrotnie piąta lokata, osiągnięta w wyścigach o GP Hiszpanii, Holandii i Francji. Równe wyniki pozwoliły mu zająć 7. miejsce w końcowej klasyfikacji.
W kolejnym roku startów przeniósł się do zespołu Pileri, który również korzystał z maszyn Hondy. Pierwsze dwie rundy zakończył na drugim miejscu, dzięki czemu awansował na pozycję lidera klasyfikacji. W dalszej części sezonu nie radził sobie jednak tak dobrze, stając jeszcze tylko raz na podium (podczas wyścigu w Holandii zajął trzecią pozycję). Ostatecznie zmagania zakończył na 4. pozycji, z niedużą stratą do trzeciego Włocha Luki Cadalory.
W latach 1997-1998 reprezentował ekipę Fausto Gresiniego, również korzystającego z motocykli japońskiego producenta. W pierwszym z nich raz zameldował się na podium, zajmując trzecią pozycję w GP Wielkiej Brytanii. W drugim dwukrotnie zajął najniższy stopień, podczas zmagań na torze w Czechach i Argentynie. Współpraca z włoską ekipą zaowocowała odpowiednio 9. i 5. miejscem na koniec sezonu.
W roku 1999 Brazylijczyk rozpoczął współpracę z hiszpańską stajnią Pons-Honda. Ponownie tylko w jednym wyścigu znalazł się w pierwszej trójce, będąc sklasyfikowanym na drugiej pozycji w wyścigu o GP Imoli we Włoszech. W tej samej rundzie Barros po raz pierwszy w karierze uzyskał również najszybsze okrążenie. Zdobyte punkty pozwoliły mu zająć w klasyfikacji 9. lokatę. W tym samym sezonie Barros wraz z Japończykiem Tadayukim Okadą zwyciężył w 8-godzinnym wyścigu na torze Suzuka.
W drugim roku startów w tej ekipie Barros dwukrotnie zwyciężył (w GP Holandii i Niemiec) oraz trzykrotnie sięgał po pole position (po raz pierwszy w GP Włoch). Startując z pierwszej pozycji, tylko w jednym wyścigu udało mu się dojechać do mety (zajął odległe czternaste miejsce). Na podium znalazł się jeszcze podczas GP Brazylii, w którym dojechał na drugiej pozycji. Udany sezon zakończył na 4. lokacie.
Sezon 2000 był jeszcze lepszy w wykonaniu Brazylijczyka, który czterokrotnie znalazł się na podium, a podczas zmagań we Włoszech odniósł czwarte zwycięstwo w karierze. Pomimo większego dorobku punktowego, ponownie został sklasyfikowany na 4. miejscu.
W 2002 roku Barros zaliczył najlepszy sezon w karierze. Na konstrukcji "NSR500" dwukrotnie stanął na podium, a najgorszą uzyskaną pozycją była dziewiąta lokata podczas GP Czech. Na ostatnie cztery rundy Barros otrzymał nową maszynę o nazwie "RC211V". Nowa konstrukcja pozwoliła Brazylijczykowi stanąć we wszystkich rundach na podium, spośród których dwukrotnie sięgnął po wygraną (w GP Pacyfiku i Walencji), natomiast podczas GP Malezji uzyskał pierwsze pole startowe. Świetne wyniki w końcówce sezonu wywindowały Barrosa na 4. pozycję, którą uzyskał po raz trzeci z rzędu. Po raz pierwszy osiągnął również pulę przekraczającą 200 punktów.
Po ośmioletniej jeździe na Hondzie, Brazylijczyk postanowił przesiąść się na Yamahę, podpisując kontrakt z francuskim zespołem Tech3. Debiut na nowej maszynie nie był jednak udany dla Barrosa, który tylko w jednym wyścigu dojechał na podium (trzecie miejsce w domowym dla ekipy GP Francji). Za sukces mógł uznać pokonanie zespołowego partnera Oliviera Jacque'a. Uzyskane punkty sklasyfikowały go na 9. lokacie.
Po zaledwie jednym roku, Barros powrócił na motocykl Hondy, tym razem związując się z ekipą Repsol-Honda. Brazylijczyk czterokrotnie znalazł się na podium, ostatecznie kończąc zmagania po raz piąty w karierze na 4. miejscu.
W sezonie 2005 powrócił do współpracy z ekipą Pons Racing. Barros zdominował rywalizację o GP Portugalii, uzyskując jedyny w swej karierze hattrick (pole position, najszybsze okrążenie i zwycięstwo). Był to jednak mniej udany rok, w którym jeszcze tylko raz stanął na podium (trzecia pozycja w GP Wielkiej Brytanii). Zdobyte punkty pozwoliły mu zająć 8. pozycję w końcowej klasyfikacji.
Po udanym roku startów spędzonym w WSBK Barros powrócił do MotoGP. Był to jednak ostatni sezon w karierze Brazylijczyka, po którym zakończył karierę. Dosiadając motocykl Ducati we włoskiej ekipie Pramac d'Antin, Barros swoje ostatnie podium uzyskał podczas GP Włoch. Zmagania zakończył na 10. lokacie.

### WSBK
W roku 2006 Brazylijczyk, po braku posady w wyścigach Grand Prix, postanowił podpisać kontrakt z zespołem Klaffi Honda. Debiut w serii był udany dla Barrosa, który sześciokrotnie stanął na podium. W pierwszym wyścigu, na torze Monza, uzyskał jedyne zwycięstwo w sezonie, wykręcając przy okazji najszybsze okrążenie. Ostatecznie z dorobkiem przekraczającym dwieście punktów rywalizację ukończył na 6. pozycji, z niedużą stratą do czwartego Troya Corsera. Pomimo obiecujących rezultatów, był to ostatni sezon w tej serii dla Barrosa.

## Statystyki liczbowe
| Rok  | Klasa   | Zespół                  | Motocykl      | 1      | 2      | 3      | 4      | 5      | 6      | 7      | 8       | 9      | 10     | 11     | 12     | 13     | 14     | 15     | 16    | 17     | 18    | Punkty | Pozycja | Zwycięstwa |
| ---- | ------- | ----------------------- | ------------- | ------ | ------ | ------ | ------ | ------ | ------ | ------ | ------- | ------ | ------ | ------ | ------ | ------ | ------ | ------ | ----- | ------ | ----- | ------ | ------- | ---------- |
| 1986 | 80 cm³  | Rieju                   |               | ESP NC | NAT NC | GER 11 | AUT 23 | YUG NC | NED NC |        |         |        |        |        |        |        |        |        |       |        |       | 6      | 16      | 0          |
| 1986 | 80 cm³  | Autisa                  |               |        |        |        |        |        |        | GBR 8  | SWE -   | RSM 8  | BWU -  |        |        |        |        |        |       |        |       | 6      | 16      | 0          |
| 1987 | 80 cm³  | Casal                   |               | ESP NC | GER 11 | NAT NC | AUT 8  | YUG 10 | NED 22 | GBR -  | CZE NC  |        |        |        |        |        |        |        |       |        |       | 8      | 17      | 0          |
| 1987 | 80 cm³  | Arbizu                  |               |        |        |        |        |        |        |        |         | RSM 7  | POR NC |        |        |        |        |        |       |        |       | 8      | 17      | 0          |
| 1988 | 250 cm³ | Venemotos-Yamaha        | TZ250         | JPN -  | USA -  | ESP -  | EXP -  | NAT -  | GER -  | AUT -  | NED -   | BEL -  | YUG -  | FRA -  | GBR -  | SWE -  | CZE -  | BRA NC |       |        |       | 0      | –       | 0          |
| 1989 | 250 cm³ | Venemotos-Yamaha        | TZ250         | JPN NC | AUS 10 | USA 16 | ESP -  | NAT 15 | GER -  | AUT 19 | YUG 15  | NED NC | BEL NC | FRA NC | GBR 13 | SWE 9  | CZE 10 | BRA 10 |       |        |       | 30     | 18      | 0          |
| 1990 | 500 cm³ | Cagiva                  | Cagiva GP500  | JPN NC | USA 8  | ESP NC | NAT NC | GER 8  | AUT 11 | YUG NC | NED 10  | BEL 5  | FRA NC | GBR 11 | SWE 9  | CZE NC | HUN 9  | AUS -  |       |        |       | 57     | 12      | 0          |
| 1991 | 500 cm³ | Cagiva                  | Cagiva GP500  | JPN 10 | AUS 8  | USA 6  | ESP -  | ITA 4  | GER -  | AUT -  | EUR -   | NED 7  | FRA -  | GBR -  | RSM -  | CZE -  | VDM -  | MAL -  |       |        |       | 46     | 13      | 0          |
| 1992 | 500 cm³ | Marlboro-Cagiva         | Cagiva GP500  | JPN 11 | AUS 12 | MAL NC | ESP 12 | ITA 5  | EUR 11 | GER 7  | NED 3   | HUN 9  | FRA -  | GBR -  | BRA 8  | RSA NC |        |        |       |        |       | 29     | 13      | 0          |
| 1993 | 500 cm³ | Lucky Strike Suzuki     | Suzuki RGV500 | AUS 5  | MAL 7  | JPN 6  | ESP NC | AUT 4  | GER NC | NED NC | EUR 5   | RSM 7  | GBR NC | CZE 10 | ITA 5  | USA 2  | FIM 1  |        |       |        |       | 125    | 6       | 1          |
| 1994 | 500 cm³ | Lucky Strike Suzuki     | Suzuki RGV500 | AUS 8  | MAL 7  | JPN 5  | ESP 4  | AUT 7  | GER 5  | NED 2  | ITA 7   | FRA 6  | GBR NC | CZE 8  | USA 8  | ARG 8  | EUR 6  |        |       |        |       | 134    | 8       | 0          |
| 1995 | 500 cm³ | Kanemoto-Honda          | Honda NSR500  | AUS 6  | MAL 6  | JPN NC | ESP 5  | GER 7  | ITA 7  | NED 5  | FRA 5   | GBR NC | CZE 9  | BRA 8  | ARG 8  | EUR 6  |        |        |       |        |       | 104    | 7       | 0          |
| 1996 | 500 cm³ | Pileri-Honda            | Honda NSR500  | MAL 2  | INA 2  | JPN NC | ESP 8  | ITA 6  | FRA 7  | NED 3  | GER 8   | GBR 7  | AUT 5  | CZE 9  | IMO 8  | CAT 8  | BRA 5  | AUS 4  |       |        |       | 158    | 4       | 0          |
| 1997 | 500 cm³ | Gresini-Honda           | Honda NSR500V | MAL 11 | JPN 10 | ESP 8  | ITA 6  | AUT 13 | FRA 6  | NED 6  | IMO 9   | GER 6  | BRA NC | GBR 3  | CZE 8  | CAT NC | INA NC | AUS 8  |       |        |       | 101    | 9       | 0          |
| 1998 | 500 cm³ | Gresini-Honda           | Honda NSR500  | JPN 7  | MAL NC | ESP 5  | ITA 9  | FRA NC | MAD 9  | NED 4  | GBR 5   | GER 4  | CZE 3  | IMO 4  | CAT 7  | AUS 4  | ARG 3  |        |       |        |       | 138    | 5       | 0          |
| 1999 | 500 cm³ | MoviStar-Pons Honda     | Honda NSR500  | MAL 6  | JPN 8  | ESP NC | FRA 10 | ITA NC | CAT NC | NED 10 | GBR 5   | GER 8  | CZE 7  | IMO 2  | VAL 10 | AUS NC | RSA 11 | BRA 4  | ARG 8 |        |       | 110    | 9       | 0          |
| 2000 | 500 cm³ | Emerson-Pons Honda      | Honda NSR500  | RSA 4  | MAL 8  | JPN 7  | ESP 5  | FRA 5  | ITA NC | CAT NC | NED 1   | GBR 14 | GER 1  | CZE NC | POR 10 | VAL 5  | BRA 2  | PAC 7  | AUS 4 |        |       | 163    | 4       | 2          |
| 2001 | 500 cm³ | West-Pons Honda         | Honda NSR500  | JPN 6  | RSA 9  | ESP 6  | FRA 8  | ITA 1  | CAT NC | NED 4  | GBR 3   | GER 5  | CZE 9  | POR NC | VAL 2  | PAC 2  | AUS 4  | MAL 7  | BRA 4 |        |       | 182    | 4       | 1          |
| 2002 | MotoGP  | West-Pons Honda         | Honda NSR500  | JPN 6  | RSA NC | ESP 5  | FRA 8  | ITA 5  | CAT 5  | NED 2  | GBR 3   | GER NC | CZE 9  | POR 5  | BRA 4  |        |        |        |       |        |       | 204    | 4       | 2          |
| 2002 | MotoGP  | West-Pons Honda         | Honda RC211V  |        |        |        |        |        |        |        |         |        |        |        |        | PAC 1  | MAL 3  | AUS 2  | VAL 1 |        |       | 204    | 4       | 2          |
| 2003 | MotoGP  | Gauloises-Yamaha Tech 3 | Yamaha YZR-M1 | JPN 8  | RSA 5  | ESP 5  | FRA 3  | ITA NC | CAT 8  | NED 8  | GBR INJ | GER NC | CZE 7  | POR 11 | BRA 12 | PAC 6  | MAL 15 | AUS NC | VAL 6 |        |       | 101    | 9       | 0          |
| 2004 | MotoGP  | Repsol Honda            | Honda RC211V  | RSA 4  | ESP 3  | FRA 7  | ITA 6  | CAT NC | NED NC | BRA 5  | GER 2   | GBR 9  | CZE NC | POR 3  | JPN 4  | QAT 4  | MAL 3  | AUS 5  | VAL 6 |        |       | 165    | 4       | 0          |
| 2005 | MotoGP  | Camel-Pons Honda        | Honda RC211V  | ESP 4  | POR 1  | CHN 11 | FRA NC | ITA 7  | CAT 4  | NED 7  | USA NC  | GBR 3  | GER 5  | CZE 4  | JPN NC | MAL 8  | QAT 9  | AUS NC | TUR 9 | VAL 5  |       | 147    | 8       | 1          |
| 2007 | MotoGP  | Pramac d'Antin Ducati   | Ducati GP7    | QAT 9  | ESP 11 | TUR 4  | CHN 14 | FRA NC | ITA 3  | CAT 8  | GBR 7   | NED 7  | GER NC | USA 9  | CZE 9  | RSM NC | POR NC | JPN 8  | AUS 5 | MAL 12 | VAL 7 | 115    | 10      | 0          |